# 越谷市立城ノ上小学校
越谷市立城ノ上小学校（こしがやしりつ しろのうえしょうがっこう）は、埼玉県越谷市増林にある公立小学校。

## 沿革
- 2007年 - 越谷市立城ノ上小学校として開校[1]

## 郷土史
1604年（慶長9年）、徳川家康は関東・北関東での鷹狩りのために多くの御殿を作ったが、その中に越谷市の越谷御殿がある。これは現在の越谷久伊豆神社の対岸の「御殿町」に位置するが、越谷御殿の前身地として御離館という鷹狩館を造営をしたといわれている。
御離館の正確な場所は不明であるが、その地名等から城ノ上小学校が比定されており、その有力説とされている。

## 教育目標
- よく考える子
- 心豊かな子
- 健康な子[1]

## 通学区域
- 増林 - 一部
- 増林一丁目 - 一部
- 東越谷七丁目 - 全域
- 東越谷八丁目 - 全域
- 東越谷九丁目 - 全域
- 東越谷十丁目 - 全域
- 花田七丁目 - 全域[4]